# Флавий Аркадий Плацид Магн Феликс
Флавий Аркадий Плацид Магн Феликс (на латински: Flavius Arcadius Placidus Magnus Felix), или само Флавий Феликс, е римски политик по времето на управлението на Теодорих Велики.
Произлиза от знатна фамилия от Галия и е правнук на Магн (консул 460 г.).
Той е vir inlustris и през 511 г. консул на Рим и Запада. На Изтока консул е Флавий Секундин.